# Олег Таругин
Оле́г Тару́гин (род. 16 января 1973) — псевдоним писателя-фантаста Оле́га Вита́льевича Горо́шкова.

## Биография
Родился в Омске. Переехал с родителями в Одессу.
Окончил Одесский медицинский университет, по специальности педиатр. Кандидат медицинских наук
Писать начал в начале 1990-х, во время учёбы в медицинском институте, однако первый роман «Спящий город», был дописан только в 2002 году. Некоторые произведения (в первую очередь, поэзия) до сих пор имеются только в сетевых публикациях.
Активный участник Литературного форума «В вихре времён»
Увлечения: литература, туризм, хобби — модели танков и др.

#### Рассказы и повести в коллективных сборниках
1. Олег Таругин  Парадокс времени // В окопах времени (сборник). — Москва: Яуза, 2010. — С. 480. — (Военно-историческая фантастика). — 5000 экз. — ISBN 978-5-699-40360-8.

#### Переиздания
1. Олег Таругин, Дмитрий Политов. Магия до востребования. — Москва: Эксмо, 2011. — С. 352. — (Абсолютное оружие). — 5000 экз. — ISBN 978-5-699-47475-2.
2. Олег Таругин, Дмитрий Политов. Потерянный Эльф. — Москва: Эксмо, 2010. — С. 416. — (Стальная Крыса (мягкая обложка)). — 5000 экз. — ISBN 978-5-699-40538-1.
3. Олег Таругин. Если вчера война.... — Москва: Эксмо, Яуза, 2012. — С. 416. — (Военно-историческая фантастика). — 3000 экз. — ISBN 978-5-699-59852-6.
4. Олег Таругин, Алексей Ивакин. Созвездие штрафбата. От Сталинграда до Альфы Центавра. — Москва: Эксмо, Яуза, 2013. — С. 480. — (Военно-исторический боевик). — 2000 экз. — ISBN 978-5-699-65552-6.
5. Олег Таругин. Танкоопасное направление. Броня крепка!. — Москва: Эксмо, Яуза, 2014. — С. 352. — (Военно-фантастический боевик). — 2000 экз. — ISBN 978-5-699-70371-5.
6. Олег Таругин. Товарищи офицеры. Смерть Гудериану!. — Москва: Эксмо, Яуза, 2015. — С. 288. — (Военно-фантастический бестселлер). — 2000 экз. — ISBN 978-5-699-79437-9.
7. Олег Таругин. Штурмовой отряд. Битва за Берлин. — Москва: Эксмо, Яуза, 2017. — С. 352. — (В вихре времен). — 1500 экз. — ISBN 978-5-699-97146-6.
8. Олег Таругин. Волкодавы СМЕРШа. Тихая война. — Москва: Эксмо, Яуза, 2018. — С. 352. — (Война. Штрафбат. Они сражались за Родину!). — 3 000 экз. — ISBN 978-5-04-095805-4.
9. Олег Таругин (автор текста), Павел Ильин (худ. редактор и иллюстратор). Наши танки. Иллюстрированная энциклопедия для детей. — Москва: Эксмо, Яуза, 2019, 2020. — С. 128. — (Книга будущих командиров). — 1 500 экз. — ISBN 978-5-6040919-8-2.
10. Олег Таругин. Комбат. Остановить блицкриг! — Москва: Эксмо, Яуза, 2019. — С. 704. — (Лучшая фантастика о Великой Отечественной войне). — 2000 экз. — ISBN 978-5-04-101752-1.

#### Аудиокниги
- Олег Таругин — Последний сентябрь (читает Вячеслав Румянцев) // Я живу в ту войну (сборник рассказов современных авторов о Великой Отечественной войне) — 2011